# Gueydan
Gueydan és una població dels Estats Units a l'estat de Louisiana. Segons el cens del 2000 tenia 1.598 habitants.

## Demografia
Segons el cens del 2000, Gueydan tenia 1.598 habitants, 644 habitatges, i 416 famílies. La densitat de població era de 725,9 habitants/km².
Dels 644 habitatges en un 31,2% hi vivien nens de menys de 18 anys, en un 46,3% hi vivien parelles casades, en un 15,1% dones solteres, i en un 35,4% no eren unitats familiars. En el 31,1% dels habitatges hi vivien persones soles el 15,5% de les quals corresponia a persones de 65 anys o més que vivien soles. El nombre mitjà de persones vivint en cada habitatge era de 2,38 i el nombre mitjà de persones que vivien en cada família era de 2,99.
Per edats la població es repartia de la següent manera: un 25% tenia menys de 18 anys, un 10% entre 18 i 24, un 23,5% entre 25 i 44, un 20,7% de 45 a 60 i un 20,8% 65 anys o més.
L'edat mediana era de 39 anys. Per cada 100 dones de 18 o més anys hi havia 76,4 homes.
La renda mediana per habitatge era de 22.165 $ i la renda mediana per família de 32.039 $. Els homes tenien una renda mediana de 25.682 $ mentre que les dones 13.500 $. La renda per capita de la població era de 13.738 $. Entorn del 16,1% de les famílies i el 21% de la població estaven per davall del llindar de pobresa.

## Poblacions més properes
El següent diagrama mostra les poblacions més properes.